# Писку Региулуј (Вранча)
Писку Региулуј (рум. Piscu Reghiului) насеље је у Румунији у округу Вранча у општини Региу. Oпштина се налази на надморској висини од 447 m.

## Становништво
Према подацима из 2002. године у насељу је живело 41 становника, од којих су сви румунске националности.